# Новодубровка (Саратовская область)
Новодубровка — село в Петровском районе Саратовской области, входит в состав населённых пунктов Синеньского муниципального образования.
Население — ↘396 чел. (2010).

## География
Село находится у истока реки Таузы, недалеко от границы Саратовской и Пензенской области, в 12 км от города Петровска и в 101 км от областного центра Саратова. Со всех сторон населённый пункт окружен сельхозугодьями, вблизи очень много оврагов. С районным центром село связано асфальтированной дорогой.

## Население
Согласно данным переписи на 2010 год в селе проживало 396 человек, из них 193 мужчины и 203 женщины.

## История
Село было основано в 1834 году, официальной датой основания государственного поселения — села Новая Дубровка считается 1890 год. Первые поселенцы были людьми мордовской национальности из Пензенской области. Именно поэтому большинство жителей села по национальному составу — мордва.
Название села связано с дубами в дубравах, которые широко представлены вокруг села.
Жители в основном занимались земледелием и животноводством. На Таузе стояло несколько водяных мельниц, были маслобойки, дранки, где обдирали гречку и просо.
Из 919 жителей села, ушедших на фронт Великой Отечественной войны, домой не вернулись 209.

## Инфраструктура
На территории села работает общеобразовательная школа, дом культуры, медпункт, почта, магазин.

## Уличная сеть
В селе несколько улиц:
ул. Рабочая, ул. Молодёжная, ул. Луговая, ул. Комсомольская